# Robert Badinter
Robert Badinter (París, 30 de marzo de 1928-ib., 9 de febrero de 2024) fue un jurista, ensayista y político francés.
Profesor de Derecho privado y abogado en el Colegio de Abogados de París, se hizo conocido entre el gran público por su lucha contra la pena de muerte, cuya abolición apoyó ante el Parlamento en 1981, mientras era Guardián de los Sellos y Ministro de Justicia. Miembro del Partido socialista y cercano a François Mitterrand, fue Ministro de Justicia de 1981 a 1986 y luego Presidente del Consejo Constitucional de 1986 a 1995, bajo la presidencia de este último . Luego fue senador de Altos del Sena de 1995 a 2011.
A lo largo de su compromiso político, Robert Badinter se pronuncia por la reintegración de los presos, por una serie de cambios en el Código Penal y por la lucha contra el antisemitismo y la homofobia. También fue el impulsor, en 1985, de una ley que lleva su nombre sobre la indemnización a las víctimas de accidentes de tráfico.

## Biografía
Fue Presidente del Consejo Constitucional de la República Francesa entre 1986 y 1995. Se le conoce principalmente por su combate en favor de la reinserción de los presos y contra la pena de muerte, cuya abolición obtiene en Francia el 9 de octubre de 1981.
Estudió en el Lycée Janson de Sailly. 
Como Ministro de Justicia, trabajó por la supresión de las disposiciones legales penalizadoras de las relaciones homosexuales con menores para edades donde las relaciones heterosexuales eran legales, participando también en la redacción del nuevo código penal.
Procedente de una familia judía de Besarabia, su padre fue detenido, deportado y gaseado en el campo de exterminio de Sobibor. 
Durante la etapa de mayor actividad de la Banda Terrorista ETA, Badinter poseía un bufete de abogados en París que gestionaba la renovación del estatus de refugiado político de los etarras que se refugiaban en el santuario francés.

## Obra

### Artículos
- «Assemblée nationale — 1re séance du 17 septembre 1981». Journal Officiel de la République Française (en francés) (Francia): 1135-1152. Vendredi 18 Septembre 1981. Consultado el 30 de mayo de 2012.
- Badinter, Robert (enero de 1985). «Un jour, je vous parlerai de la justice…: Entretien avec Robert Badinter». Le Débat (en francés) (París: Gallimard) (33): 4-24. doi:10.3917/deba.033.0004.
- Badinter, Robert (septiembre de 1985). «Le droit, la médecine et la vie: Lecture faite…». Le Débat (en francés) (París: Gallimard) (36): 37-39. doi:10.3917/deba.036.0037.
- Badinter, Robert (septiembre de 1985). «Les droits de l’homme face aux progès de la médecine, de la biologie et de la biochimie». Le Débat (en francés) (París: Gallimard) (36): 4-14. doi:10.3917/deba.036.0004.
- Badinter, Robert (Vendredi 3 mars 1989). «Un entretien avec M. Robert Badinter» [Una entrevista con el Sr. Robert Badinter]. Le Monde (en francés) (París: Le Monde) (13716): 1-2. ISSN 0395-2037.
- Badinter, Robert (Vendredi 18 septembre 1998). «M. Badinter et les droits de l’homme». Le Monde (en francés) (París: Le Monde) (16685): 5. ISSN 0395-2037.
- Badinter, Robert (Automne 2005). «Vers un monde plus sûr: Entretien avec Robert Badinter». Politique étrangère (en francés) (París: I.F.R.I.) (3): 481-493. doi:10.3917/pe.053.0481.
- Badinter, Robert (enero de 2007). «De la demande de liberté à l’exigence de sécurité: Entretien avec Robert Badinter». Le Débat (en francés) (París: Gallimard) (143): 21-29. doi:10.3917/deba.143.0021.
- Badinter, Robert (agosto de 2009). «Une longue marche “Du Conseil à la Cour constitutionnelle”» [Una larga marcha “del Consejo al Tribunal constitucional”]. Les Cahiers du Conseil constitutionnel (en francés) (París: Dalloz) (25). Consultado el 21 de mayo de 2012.
- Badinter, Robert; Charrière-Bournazel, Christian; Chaton, Bruno; Le Prado, Didier; Salas, Denis (enero de 2010). «La question prioritaire de constitutionnalité en débat». Constitutions (en francés) (París: Dalloz) (1): 21-34.

### Libros
- Badinter, Élisabeth; Badinter, Robert (1990). Condorcet (en francés). París: Le Livre de Poche. ISBN 978-2-253-05327-9.
- Badinter, Robert (1977). L'Exécution (en francés). París: Le Livre de Poche. ISBN 978-2-253-01122-4.
- Badinter, Robert, ed. (1989). Une autre Justice (en francés). París: Fayard. ISBN 978-2-213-02428-8.
- Badinter, Robert (1992). La Prison républicaine (en francés). París: Fayard. ISBN 978-2-213-02283-3.
- Badinter, Robert (2002). L’Abolition [La abolición] (en francés). París: Le Livre de Poche. ISBN 978-2-253-15261-3.
- Badinter, Robert (2002). Une Constitution européenne (en francés). París: Fayard. ISBN 978-2-213-61446-5.
- Badinter, Robert (2004). «Le plus grand bien…» (en francés). París: Fayard. ISBN 978-2-213-62030-5.
- Badinter, Robert (2007). L'abolition de la peine de mort. À savoir (en francés). París: Dalloz. ISBN 978-2-247-07508-9. Consultado el 30 de mayo de 2012.
- Badinter, Robert (2008). Contre la peine de mort: Écrits 1970-2006 (en francés). París: Le Livre de Poche. ISBN 978-2-253-12259-3.
- Badinter, Robert (2008). «Sénat et révision constitutionnelle».  En Mathieu, Bertrand, ed. 1958-2008: Cinquantième anniversaire de la Constitution française (en francés). París: Dalloz. pp. 777-786. ISBN 978-2-247-08013-7.
- Badinter, Robert (2011). Les épines et les roses (en francés). París: Fayard. ISBN 978-2-213-66259-6.
- Badinter, Robert (2012). La abolición (en francés). Valencia: Tirant lo Blanch. ISBN 9788490044964.
- Badinter, Robert; Breyer, Stephen, eds. (2003). Les Entretiens de Provence: Le juge dans la société contemporaine (en francés). París: Fayard. ISBN 978-2-213-61441-0.
- Beccaria (2006). Des délits et des peines [De los delitos y las penas]. GF (en francés). Traduction de Maurice Chevallier, Préface de Robert Badinter. París: Flammarion. ISBN 978-2-0807-1267-7.
- Contrôle de constitutionnalité par voie préjudicielle : La saisine par les citoyens (en francés). París: Presses Universitaires d'Aix-Marseille. 2009. ISBN 978-2-7314-0685-6.
- Hugo, Victor (1989). Le Dernier Jour d'un condamné. Les Classiques de Poche (en francés). Préface de Robert Badinter. París: Le Livre de Poche. ISBN 978-2-253-05006-3.
- Hugo, Victor (2001). Victor Hugo contre la peine de mort (en francés). Avant-propos de Robert Badinter, Textes réunis et présentés par Jérôme Picon et Isabel Violante. París: Textuel. ISBN 978-2-84597-041-0.

### Vídeos
- Jean-Pierre Goretta (1976). Robert Badinter (Entretiens). TSR. Consultado el 30 de mayo de 2012.